# Regierung Lynch II
Die Regierung Lynch II war die 13. Regierung der Republik Irland, sie amtierte vom 2. Juli 1969 bis zum 14. März 1973.
Bei der Parlamentswahl am 18. Juni 1969 verteidigte die seit 1957 regierende Fianna Fáil (FF) ihre absolute Mehrheit und stellte 75 von 144 Abgeordneten. Jack Lynch, bereits seit 1966 Taoiseach (Ministerpräsident), wurde am 2. Juli 1969 mit 74 gegen 66 Stimmen vom Dáil Éireann (Unterhaus des irischen Parlaments) als Regierungschef wiedergewählt.

## Zusammensetzung
| Minister                                                                  | Minister          | Minister     | Minister          | Minister         | Minister         |
| Amt                                                                       | Name              | Partei       | Amtszeit          | Amtszeit         | Amtszeit         |
| ------------------------------------------------------------------------- | ----------------- | ------------ | ----------------- | ---------------- | ---------------- |
| Taoiseach (Ministerpräsident)                                             | Jack Lynch        | FF           | 2. Juli 1969      | –                | 14. März 1973    |
| Tánaiste (Vizeministerpräsident) sowie Gesundheitsminister                | Erskine Childers  | FF           | 2. Juli 1969      | –                | 14. März 1973    |
| Minister für Landwirtschaft und Fischerei                                 | Neil Blaney       | FF           | 2. Juli 1969      | –                | 07. Mai 1970     |
| Minister für Landwirtschaft und Fischerei                                 | James Gibbons     | FF           | 9. Mai 1970       | –                | 14. März 1973    |
| Verteidigungsminister                                                     | James Gibbons     | FF           | 2. Juli 1969      | –                | 09. Mai 1970     |
| Verteidigungsminister                                                     | Jerry Cronin      | FF           | 9. Mai 1970       | –                | 14. März 1973    |
| Minister für lokale Verwaltung                                            | Kevin Boland      | FF           | 2. Juli 1969      | –                | 07. Mai 1970     |
| Minister für lokale Verwaltung                                            | Robert Molloy     | FF           | 9. Mai 1970       | –                | 14. März 1973    |
| Minister für Soziales                                                     | Kevin Boland      | FF           | 2. Juli 1969      | –                | 07. Mai 1970     |
| Minister für Soziales                                                     | Joseph Brennan    | FF           | 9. Mai 1970       | –                | 14. März 1973    |
| Arbeitsminister                                                           | Joseph Brennan    | FF           | 2. Juli 1969      | –                | 14. März 1973    |
| Justizminister                                                            | Michael Moran     | FF           | 2. Juli 1969      | –                | 05. Mai 1970     |
| Justizminister                                                            | Desmond O’Malley  | FF           | 7. Mai 1970       | –                | 14. März 1973    |
| Außenminister                                                             | Patrick Hillery   | FF           | 2. Juli 1969      | –                | 03. Januar 1973  |
| Außenminister                                                             | Brian Lenihan     | FF           | 3. Januar 1973    | –                | 14. März 1973    |
| Minister für Verkehr und Energie                                          | Brian Lenihan     | FF           | 2. Juli 1969      | –                | 03. Januar 1973  |
| Minister für Verkehr und Energie                                          | Michael O’Kennedy | FF           | 3. Januar 1973    | –                | 14. März 1973    |
| Finanzminister                                                            | Charles Haughey   | FF           | 2. Juli 1969      | –                | 07. Mai 1970     |
| Finanzminister                                                            | George Colley     | FF           | 9. Mai 1970       | –                | 14. März 1973    |
| Minister für die Gaeltacht                                                | George Colley     | FF           | 2. Juli 1969      | –                | 14. März 1973    |
| Minister für Industrie und Handel                                         | George Colley     | FF           | 2. Juli 1969      | –                | 09. Mai 1970     |
| Minister für Industrie und Handel                                         | Patrick Lalor     | FF           | 9. Mai 1970       | –                | 14. März 1973    |
| Minister für Post und Telegraphie                                         | Patrick Lalor     | FF           | 2. Juli 1969      | –                | 09. Mai 1970     |
| Minister für Post und Telegraphie                                         | Gerard Collins    | FF           | 9. Mai 1970       | –                | 14. März 1973    |
| Minister für Land                                                         | Seán Flanagan     | FF           | 2. Juli 1969      | –                | 14. März 1973    |
| Bildungsminister                                                          | Pádraig Faulkner  | FF           | 2. Juli 1969      | –                | 14. März 1973    |
| Minister ohne Portfolio                                                   | Michael O’Kennedy | FF           | 18. Dezember 1972 | –                | 03. Januar 1973  |
| Staatssekretäre                                                           |                   |              |                   |                  |                  |
| Amt                                                                       | Name              | Partei       | Amtszeit          | Amtszeit         | Amtszeit         |
| Parlamentarischer Sekretär beim Taoiseach und beim Verteidigungsminister  | Desmond O’Malley  | FF           | 2. Juli 1969      | –                | 07. Mai 1970     |
| Parlamentarischer Sekretär beim Taoiseach und beim Verteidigungsminister  | David Andrews     | FF           | 8. Mai 1970       | –                | 05. Februar 1973 |
| Parlamentarischer Sekretär beim Taoiseach und beim Verteidigungsminister  | David Andrews     | FF           | 2. März 1973      | –                | 14. März 1973    |
| Parlamentarischer Sekretär beim Minister für lokale Verwaltung            | Paudge Brennan    | FF           | 2. Juli 1969      | –                | 08. Mai 1970     |
| Parlamentarischer Sekretär beim Minister für lokale Verwaltung            | Liam Cunningham   | FF           | 9. Mai 1970       | –                | 05. Februar 1973 |
| Parlamentarischer Sekretär beim Minister für lokale Verwaltung            | Liam Cunningham   | FF           | 2. März 1973      | –                | 14. März 1973    |
| Parlamentarischer Sekretär beim Minister für Soziales                     | John Geoghegan    | FF           | 9. Mai 1970       | –                | 05. Februar 1973 |
| Parlamentarischer Sekretär beim Minister für Soziales                     | John Geoghegan    | FF           | 2. März 1973      | –                | 14. März 1973    |
| Parlamentarischer Sekretär beim Finanzminister                            | Noel Lemass       | FF           | 2. Juli 1969      | –                | 05. Februar 1973 |
| Parlamentarischer Sekretär beim Minister für Landwirtschaft und Fischerei | Jerry Cronin      | FF           | 2. Juli 1969      | –                | 09. Mai 1970     |
| Parlamentarischer Sekretär beim Minister für Landwirtschaft und Fischerei | John Fahey        | FF           | 9. Mai 1970       | –                | 05. Februar 1973 |
| Parlamentarischer Sekretär beim Minister für Landwirtschaft und Fischerei | John Fahey        | FF           | 2. März 1973      | –                | 14. März 1973    |
| Parlamentarischer Sekretär beim Minister für Industrie und Handel         | Gerard Collins    | FF           | 2. Juli 1969      | –                | 09. Mai 1970     |
| Parlamentarischer Sekretär beim Minister für die Gaeltacht                | Gerard Collins    | FF           | 2. Juli 1969      | –                | 09. Mai 1970     |
| Michael Kitt                                                              | FF                | 9. Mai 1970  | –                 | 05. Februar 1973 |                  |
| Michael Kitt                                                              | FF                | 2. März 1973 | –                 | 14. März 1973    |                  |
| Parlamentarischer Sekretär beim Bildungsminister                          | Robert Molloy     | FF           | 2. Juli 1969      | –                | 09. Mai 1970     |
| Parlamentarischer Sekretär beim Bildungsminister                          | Michael O’Kennedy | FF           | 9. Mai 1970       | –                | 03. Januar 1973  |
| Parlamentarischer Sekretär beim Bildungsminister                          | Jim Tunney        | FF           | 3. Januar 1973    | –                | 05. Februar 1973 |
| Parlamentarischer Sekretär beim Bildungsminister                          | Jim Tunney        | FF           | 2. März 1973      | –                | 14. März 1973    |

## Umbesetzungen
Justizminister Michael Moran trat am 5. Mai 1970 aus gesundheitlichen Gründen zurück. Am 7. Mai entließ Lynch Landwirtschaftsminister Neil Blaney und Finanzminister Charles Haughey, die beschuldigt wurden, in den Schmuggel von Waffen für die IRA (die sogenannte Arms Crisis) verwickelt zu sein. Sozialminister Kevin Boland erklärte aus Protest gegen die Entlassung seinen Rücktritt. Der parlamentarische Sekretär Paudge Brennan trat einen Tag später zurück. Am 9. Mai kam es daraufhin zu einer größeren Umbesetzung der Regierung.
Michael O’Kennedy wurde am 18. Dezember 1972 zum Minister ohne Portfolio ernannt. Außenminister Patrick Hillery trat am 3. Januar 1973 zurück und wurde Mitglied der Europäischen Kommission. Der Minister für Verkehr und Energie Brian Lenihan wechselte ins Außenministerium und O’Kennedy übernahm das Ressort Verkehr und Energie. Jim Tunney wurde Parlamentarischer Sekretär beim Bildungsminister.